# Bosnyák Viktória
Bosnyák Viktória (Budapest, 1966. október 27. –) magyar ifjúsági író, műfordító.

## Életrajza
1973–81 Krisztina Téri Általános Iskola, Budapest
1981–85 Petőfi Sándor Gimnázium, Budapest
1986 Graceland University, Iowa, USA, Soros Alapítvány ösztöndíj
1987–92 Eötvös Loránd Tudományegyetem angol, német MA
A Soros Alapítvány ösztöndíjával az 1986-os évet egy amerikai főiskolán töltötte. Ezután elvégezte az ELTE angol-német szakát. Az egyetemi évek alatt és után gyakran tolmácsolt a Magyar Televíziónak különböző osztrák, német és brit koprodukciós műsorokban. Ez idő alatt írt pár cikket az Ötlet című magazinnak és a BBC számára lefordította a Viktória című operett librettóját angol nyelvűre. Angol és német nyelvet tanít, ifjúsági regényeket fordít. A Tündérboszorkány (2003) az első, kiskamaszoknak szóló ifjúsági regénye, „amit lányai (Sári és Dóri) és a maga örömére írt”. A történet folytatása a Klott gatya, ne fárassz! címmel (2005. április) megjelent kötetében olvasható, harmadik része pedig az Analfa visszatér.
Bosnyák Viktória fordításában jelent meg Jean Little: Victoria Cope naplója (1993), Holly-Jane Rahlens: Vilmos herceg, Maximilian Minsky meg én, a 2005-ös könyvfesztivál egyik újdonsága, valamint Stephenie Meyer Alkonyat-sorozatának negyedik kötete, a Hajnalhasadás.

## Művei

### Ifjúsági regények
- Tündérboszorkány 1. kiadás, Móra Kiadó, 2003
- Klott Gatya, ne fárassz! 1. kiadás, Móra Kiadó, 2005
- Tündérboszorkány 2. kiadás, illusztrált, Könyvmolyképző Kiadó, 2007, illusztrátor Falcione Sarolta
- Analfa visszatér 1. kiadás, illusztrált, Könyvmolyképző Kiadó, 2008, illusztrátor Falcione Sarolta
- Klott Gatya, ne fárassz! 2. kiadás, illusztrált, Könyvmolyképző Kiadó, 2008, illusztrátor Falcione Sarolta
- Tündérboszorkány 3. kiadás, illusztrált, Könyvmolyképző Kiadó, 2009, illusztrátor Falcione Sarolta
- Elképesztő!; Kolibri, Bp., 2016, Illusztrátor Bernát Barbara
- Tündérboszorkány 4. kiadás, Kolibri Kiadó, borító Maros Krisztina
- Klott Gatya, ne fárassz! 3. kiadás, Kolibri Kiadó, borító Maros Krisztina
- Analfa visszatér 2. kiadás, Kolibri Kiadó, borító Maros Krisztina
- Képtelenség, Kolibri Kiadó, Bp., 2019, Illusztráció Bernát Barbara
- Fókuszban a kókusz – Tengernyi kaland sorozat, Tintató Kiadó, 2020, társszerző – illusztráció Dudás Győző
- Tikk-takk – Tengernyi tudás sorozat, Tintató Kiadó 2020, társszerző- illusztráció Dudás Győző
- A cseles bálnales – Tengernyi kaland sorozat, Tintató Kiadó 2022, illusztráció Dudás Győző

### Külföldi kiadások
- Mantyusok 1 Cinköpekler 1 – Can Kiadó, Isztambul, 2010 szeptember, illusztrátor Gözde Bitir fordította Ismail Dogan
- Tündérboszorkány – Can Kiadó, Isztambul 2011 március, illusztrátor Gözde Bitir

### Anyanyelvi meseregény sorozat
- A sirály a király? 1. kiadás, Könyvmolyképző Kiadó, 2006, illusztrátor Falcione Sarolta
- A sirály a király? 2. kiadás, Könyvmolyképző Kiadó, 2007, illusztrátor Falcione Sarolta
- Amikor kivirágzott a fánkfánk, 1. kiadás, Könyvmolyképző Kiadó, 2007, illusztrátor Szűcs Édua
- Ezt nevezem! 1. kiadás, Könyvmolyképző Kiadó, 2008, illusztrátor Falcione Sarolta
- Elek, merre keresselek? 1. kiadás, Könyvmolyképző Kiadó, 2009, illusztrátor Falcione Sarolta
- A sirály a király? 3. kiadás, Könyvmolyképző Kiadó, 2009, illusztrátor Falcione Sarolta
- Ezt nevezem! 2. kiadás, Könyvmolyképző Kiadó, 2010, illusztrátor Falcione Sarolta
- Elek, merre keresselek? 2. kiadás, Könyvmolyképző Kiadó, 2010, illusztrátor Falcione Sarolta
- A sirály a király? 4. kiadás, Könyvmolyképző Kiadó, 2009, illusztrátor Falcione Sarolta
- A sirály a király? 4. javított kiadás, Könyvmolyképző Kiadó, 2010. Szeged, illusztrátor Falcione Sarolta
- A sirály a király? 5. kiadás, Könyvmolyképző Kiadó, 2011. Szeged
- Két bolond százat csinál, Móra Kiadó 2016 illusztrátor Szűcs Édua
- A nagy szinonima-hadjárat, Móra Kiadó 2017 Illusztrátor Szűcs Édua
- Gyöngyi gyöngysora, Móra Kiadó 2018 Illusztrátor Szűcs Édua
- A nagy szókincsrablás, Móra Kiadó 2019 Illusztrátor Szűcs Édua
- A sirály a király?, Tintató Kiadó 2021 Illusztrátor Dudás Győző
- Ezt nevezem!, Tintató Kiadó 2021 Illusztrátor Dudás Győző
- Elek, merre keresselek? Tintató Kiadó 2022 Illusztrátor Dudás Győző
- Amikor kivirágzott a fánkfánk Tintató Kiadó 2022 Illusztrátor Dudás Győző

### Mesék kisebbeknek
- Mantyusok I – Bátorság, Tomi!, Könyvmolyképző Kiadó, 2010, illusztrátor Gözde Bitir Sindrigi Kolibri Kiadó 2016
- Mantyusok II – Ki van a zsebemben?, Könyvmolyképző Kiadó, illusztrátor Gözde Bitir Sindirgi 2011, Kolibri Kiadó 2017
- Puszedli és Habcsók – Télen-nyáron karácsony, illusztrátor: Rippl Renáta Kolibri Kiadó 2012
- A szomorú kacagány, illusztrátor Rippl Renáta Csimota Kiadó 2014.
- Nino repülni akar; illusztrátor: Rippl Renáta Naphegy, Bp., 2015
- Rippl Renáta–Bosnyák Viktória: Piroska, a hófehér nyuszi  Kolibri, Bp., 2015 (Könyvtárs)
- A kacifánt nem elefánt; Ciceró, Bp., 2016
- És most hogy festek?, Kolibri Kiadó, Bp. 2018
- Mantyusok III – Micsoda Buli!, Kolibri Kiadó, Bp. 2018

#### Mese Budapestről
- Budapesti kis boszorkány, Scolar Kiadó, Bp., 2011 április illusztrátor Stany Spote

#### Rém jó könyvek (társszerzők Knézics Anikó, Dudás Győző)
Első osztályosoknak, önálló olvasásra, 8 lépcsőfokban
Móra Kiadó, 2019
1. Ez aztán rémes!
2. A betűszörnyek szigete
3. Pricc, Pracc, Prucc!
4. Csupa csuka
5. Mi-csi bá-csi mit csi-nál?
6. Sáfrány és a szörnyanyák
7. Rémes szokások
8. Az orvvadász

### Verses művek
- Pacák a pácban, Kolibri Kiadó 2019. Társszerző – illusztrátor Dudás Győző
- Jó éjszakát, kisszívem!, Tintató Kiadó 2022. Társszerző – illusztrátor Dudás Győző

### Forgatókönyvek
- Tündérboszorkány, családi mozifilm, 2005, társszerző: Teslár Ákos
- Klott Gatya, ne fárassz!, családi mozifilm, 2009
- "Amikor kivirágzott a fánk fánk", televíziós gyermekműsor, 2011, Magyar Televízió, rendező: Magyar Ágnes, producer: Füredi Vilmos, zeneszerző: Tolcsvay László

### Műfordítások
- Sharon Stewart: Anasztázia (My Anastasia), Móra Kiadó, 2001
- Jean Little: Victoria Cope naplója (Orphan at My Door), Móra Kiadó, 2003
- Paul Maar: Felbukkan egy szombóc (Eine Woche voller Samstage), Könyvmolyképző Kiadó, 2004
- Ralf Butschkow: Felemás nap (Da stimmt doch was nicht!), Móra Kiadó, 2004
- Meg Cabot: A neveletlen hercegnő naplója 4 1/2 (Project Princess, The Princess Diaries 4 1/2), Ciceró Kiadó, 2004
- Meg Cabot: A neveletlen hercegnő naplója, Mia Karácsonya (Project Princess, Princess Present), Ciceró Kiadó, 2004
- Meg Cabot: Tinibálvány (Teen Idol), Ciceró Kiadó, 2005
- Holly-Jane Rahlens: Vilmos herceg, Maximilian Minsky meg én (Prinz William, Maximilian Minsky und ich), Móra Kiadó, 2005
- Marliese Arold: Szellempark – A titkos ajtó (Gespensterpark – Die Geheimtür), Könyvmolyképző Kiadó, 2005
- Siobhán Parkinson: Testvérek?! Na ne! (Sisters? No way!), Könyvmolyképző Kiadó, 2006
- Kevin Brooks: Lucas (Lucas), Könyvmolyképző Kiadó, 2006
- Joan Steiner: Idesüss! (Look-Alikes), Könyvmolyképző Kiadó, 2006
- John Grogan: Marley és mi (Marley and Me), Könyvmolyképző Kiadó, 2007
- Scott Westerfeld: Csúfok (Uglies), Könyvmolyképző Kiadó, 2007
- Roddy Doyle: Rover megmenti a karácsonyt (Rover Saves Christmas), Könyvmolyképző Kiadó, 2007
- Roddy Doyle: Kaland kaland hátán (The Meanwhile Adventures), Könyvmolyképző Kiadó, 2008
- Dietlof Reiche: Freddy (Freddy), Könyvmolyképző Kiadó, 2008
- Kate Saunders: Aprócska titok (Little Secret), Könyvmolyképző Kiadó, 2008
- Sarah Dessen: Tökéletes (The Truth About Forever), Könyvmolyképző Kiadó, 2008
- John Grogan: Rossz kutya vagy, Marley! (Bad Dog, Marley), Könyvmolyképző Kiadó, 2009
- Dave Barry-Ridley Pearson: Peter és a csillagfogók (Peter and the Starcatchers), Könyvmolyképző Kiadó, 2009
- Claudia Gray: Evernight, Könyvmolyképző Kiadó, 2009
- Paul Maar: Tessék engem megmenteni! (In einem tiefen, dunklen Wald), Könyvmolyképző Kiadó, 2009
- Otfried Preuβler: Málévári ribillió (Bei uns in Schilda), Könyvmolyképző Kiadó, 2009
- Liz Kessler: Emily és a mélység szörnyetege (Emily Windsnap and the Monster of the Deep), Könyvmolyképző Kiadó, 2010
- Angelika Glitz: Vickó (Brömmel), Könyvmolyképző Kiadó, 2010
- Scott Westerfeld: Szépek (Pretties), Könyvmolyképző Kiadó, 2010
- Stef Penney: Gyengéd, mint a farkasok (The Tenderness of Wolves), Könyvmolyképző Kiadó, 2010
- Stephenie Meyer: Hajnalhasadás (Breaking Dawn), Könyvmolyképző Kiadó, 2010
- Stephenie Meyer: Bree Tanner rövid második élete (The Short Second Life of Bree Tanner), Könyvmolyképző Kiadó, 2010
- Stephan Pastis: Ciki Miki, Becsúszott pár hiba (Timmy Failure, Mistakes Were Made) Ciceró Kiadó, 2013
- Stephan Pastis: Ciki Miki, Látod mit műveltél? (Timmy Failure, Now Look What You've Done) Ciceró Kiadó, 2014
- Andrea Maria Schenkel: Macska és kölyke (Finsterau) Tarandus Kiadó, 2014
- Bruce és Maria Leininger: A túlélő (Soul Survivor) Tarandus Kiadó, 2014